# 객산항
객산항은 전라남도 보성군 회천면 객산리에 있는 어항이다. 2003년 5월 26일 어촌정주어항으로 지정하여 관리하고 있다. 시설관리자는 보성군수이다.

## 어항 시설
- 방파제 250m, 선착장 290m, 물양장 200m, 해안도로 145m, 부잔교 20m

## 주요 어종
- 바지락, 낙지, 주꾸미